# Blyth (Nottinghamshire)
Pour les articles homonymes, voir Blyth.
Blyth est une paroisse civile et un village du Nottinghamshire, en Angleterre.